# Gerardo Arteaga
Gerardo Daniel Arteaga Zamora (Zapopan, 7 settembre 1998) è un calciatore messicano, difensore o centrocampista del Monterrey e della nazionale messicana.

## Caratteristiche tecniche
Generalmente viene schierato come terzino sinistro possiede una notevole velocità e una buona tecnica di base, esplosivo ed imprevedibile si distingue un buon uomo assist e può giocare anche come esterno sinistro presenta però un fisico piuttosto asciutto che lo rende debole nei duelli aerei e nella resistenza

## Carriera

### Club
Cresciuto calcisticamente nel Santos Laguna, il 5 agosto 2020 si accasa ai belgi del Genk.

### Nazionale
Ha esordito con la nazionale messicana l'8 settembre 2018 in occasione dell'amichevole persa 4-1 contro gli Stati Uniti.

## Statistiche

### Presenze e reti nei club
Statistiche aggiornate al 24 agosto 2023.
| Stagione             | Squadra              | Campionato           | Campionato | Campionato | Coppe nazionali | Coppe nazionali | Coppe nazionali | Coppe internazionali | Coppe internazionali | Coppe internazionali | Altre coppe | Altre coppe | Altre coppe | Totale | Totale |
| Stagione             | Squadra              | Comp                 | Pres       | Reti       | Comp            | Pres            | Reti            | Comp                 | Pres                 | Reti                 | Comp        | Pres        | Reti        | Pres   | Reti   |
| -------------------- | -------------------- | -------------------- | ---------- | ---------- | --------------- | --------------- | --------------- | -------------------- | -------------------- | -------------------- | ----------- | ----------- | ----------- | ------ | ------ |
| 2016-2017            | Santos Laguna        | PD                   | 14+1       | 0          | cMX             | 2               | 0               | -                    | -                    | -                    | -           | -           | -           | 17     | 0      |
| 2017-2018            | Santos Laguna        | PD                   | 11+3       | 0          | cMX             | 7               | 0               | -                    | -                    | -                    | -           | -           | -           | 21     | 0      |
| 2018-2019            | Santos Laguna        | PD                   | 27+1       | 0          | cMX             | 4               | 0               | CCL                  | 2                    | 0                    | CdC         | 1           | 0           | 35     | 0      |
| 2019-2020            | Santos Laguna        | PD                   | 28+2       | 1          | cMX             | 3               | 0               | -                    | -                    | -                    | -           | -           | -           | 33     | 1      |
| lug. 2020            | Santos Laguna        | PD                   | 1          | 0          | -               | -               | -               | -                    | -                    | -                    | -           | -           | -           | 1      | 0      |
| Totale Santos Laguna | Totale Santos Laguna | Totale Santos Laguna | 81+7       | 1          |                 | 16              | 0               |                      | 2                    | 0                    |             | 1           | 0           | 107    | 1      |
| 2020-2021            | Genk                 | D1                   | 25         | 1          | CB              | 3               | 0               | -                    | -                    | -                    | -           | -           | -           | 28     | 1      |
| 2021-2022            | Genk                 | D1                   | 32         | 0          | CB              | 2               | 2               | UCL+UEL              | 2+6                  | 0+0                  | -           | -           | -           | 42     | 2      |
| 2022-2023            | Genk                 | D1                   | 38         | 2          | CB              | 2               | 0               | -                    | -                    | -                    | -           | -           | -           | 40     | 2      |
| 2023-gen. 2024       | Genk                 | D1                   | 15         | 0          | CB              | 0               | 0               | UCL+UEL+UECL         | 1+1+5                | 0+0+0                | -           | -           | -           | 22     | 0      |
| Totale Genk          | Totale Genk          | Totale Genk          | 110        | 3          |                 | 7               | 2               |                      | 15                   | 0                    |             | -           | -           | 132    | 5      |
| feb.-giu. 2024       | Monterrey            | PD                   | 15         | 3          | -               | -               | -               | CCC                  | 8                    | 0                    | LC          | -           | -           | 23     | 3      |
| Totale carriera      | Totale carriera      | Totale carriera      | 213        | 7          |                 | 23              | 2               |                      | 25                   | 0                    |             | 1           | 0           | 262    | 9      |

### Cronologia presenze e reti in nazionale
| Cronologia completa delle presenze e delle reti in nazionale ― Messico | Cronologia completa delle presenze e delle reti in nazionale ― Messico | Cronologia completa delle presenze e delle reti in nazionale ― Messico | Cronologia completa delle presenze e delle reti in nazionale ― Messico | Cronologia completa delle presenze e delle reti in nazionale ― Messico | Cronologia completa delle presenze e delle reti in nazionale ― Messico | Cronologia completa delle presenze e delle reti in nazionale ― Messico | Cronologia completa delle presenze e delle reti in nazionale ― Messico |
| Data                                                                   | Città                                                                  | In casa                                                                | Risultato                                                              | Ospiti                                                                 | Competizione                                                           | Reti                                                                   | Note                                                                   |
| ---------------------------------------------------------------------- | ---------------------------------------------------------------------- | ---------------------------------------------------------------------- | ---------------------------------------------------------------------- | ---------------------------------------------------------------------- | ---------------------------------------------------------------------- | ---------------------------------------------------------------------- | ---------------------------------------------------------------------- |
| 12-9-2018                                                              | Nashville                                                              | Stati Uniti                                                            | 1 – 0                                                                  | Messico                                                                | Amichevole                                                             | -                                                                      | 86’                                                                    |
| 12-10-2018                                                             | San Nicolás de los Garza                                               | Messico                                                                | 3 – 2                                                                  | Costa Rica                                                             | Amichevole                                                             | -                                                                      | 90+2’                                                                  |
| 16-11-2018                                                             | Córdoba                                                                | Argentina                                                              | 2 – 0                                                                  | Messico                                                                | Amichevole                                                             | -                                                                      | 46’                                                                    |
| 21-11-2018                                                             | Mendoza                                                                | Argentina                                                              | 2 – 0                                                                  | Messico                                                                | Amichevole                                                             | -                                                                      | 46’                                                                    |
| 3-10-2019                                                              | Toluca                                                                 | Messico                                                                | 2 – 0                                                                  | Trinidad e Tobago                                                      | Amichevole                                                             | -                                                                      | 46’                                                                    |
| 27-3-2021                                                              | Cardiff                                                                | Galles                                                                 | 1 – 0                                                                  | Messico                                                                | Amichevole                                                             | -                                                                      | 62’                                                                    |
| 30-3-2021                                                              | Wiener Neustadt                                                        | Costa Rica                                                             | 0 – 1                                                                  | Messico                                                                | Amichevole                                                             | -                                                                      |                                                                        |
| 29-5-2021                                                              | Arlington                                                              | Messico                                                                | 2 – 1                                                                  | Islanda                                                                | Amichevole                                                             | -                                                                      | 64’                                                                    |
| 3-6-2021                                                               | Denver                                                                 | Messico                                                                | 0 – 0 dts (5 – 4 dtr)                                                  | Costa Rica                                                             | CONCACAF Nations League 2019-2020 - Semifinale                         | -                                                                      | 68’                                                                    |
| 12-6-2021                                                              | Atlanta                                                                | Messico                                                                | 0 – 0                                                                  | Honduras                                                               | Amichevole                                                             | -                                                                      |                                                                        |
| 27-1-2022                                                              | Kingston                                                               | Giamaica                                                               | 1 – 2                                                                  | Messico                                                                | Qual. Mondiali 2022                                                    | -                                                                      | 71’                                                                    |
| 30-1-2022                                                              | Città del Messico                                                      | Messico                                                                | 0 – 0                                                                  | Costa Rica                                                             | Qual. Mondiali 2022                                                    | -                                                                      | 62’                                                                    |
| 2-2-2022                                                               | Città del Messico                                                      | Messico                                                                | 1 – 0                                                                  | Panama                                                                 | Qual. Mondiali 2022                                                    | -                                                                      |                                                                        |
| 24-3-2022                                                              | Città del Messico                                                      | Messico                                                                | 0 – 0                                                                  | Stati Uniti                                                            | Qual. Mondiali 2022                                                    | -                                                                      |                                                                        |
| 27-3-2022                                                              | San Pedro Sula                                                         | Honduras                                                               | 0 – 1                                                                  | Messico                                                                | Qual. Mondiali 2022                                                    | -                                                                      | 65’                                                                    |
| 2-6-2022                                                               | Glendale                                                               | Messico                                                                | 0 – 3                                                                  | Uruguay                                                                | Amichevole                                                             | -                                                                      | 58’                                                                    |
| 28-9-2022                                                              | Santa Clara                                                            | Messico                                                                | 2 – 3                                                                  | Colombia                                                               | Amichevole                                                             | 1                                                                      |                                                                        |
| 23-3-2023                                                              | Paramaribo                                                             | Suriname                                                               | 0 – 2                                                                  | Messico                                                                | CONCACAF Nations League 2022-2023 - 1º turno                           | -                                                                      |                                                                        |
| 15-6-2023                                                              | Paradise                                                               | Stati Uniti                                                            | 3 – 0                                                                  | Messico                                                                | CONCACAF Nations League 2022-2023 - Semifinale                         | -                                                                      | 77’ 85’                                                                |
| 2-7-2023                                                               | Santa Clara                                                            | Messico                                                                | 0 – 1                                                                  | Qatar                                                                  | Gold Cup 2023 - 1º turno                                               | -                                                                      | 33’                                                                    |
| 14-10-2023                                                             | Charlotte                                                              | Messico                                                                | 2 – 0                                                                  | Ghana                                                                  | Amichevole                                                             | -                                                                      |                                                                        |
| 24-3-2024                                                              | Arlington                                                              | Messico                                                                | 0 – 2                                                                  | Stati Uniti                                                            | CONCACAF Nations League 2023-2024 - Finale                             | -                                                                      | 90+2’                                                                  |
| 5-6-2024                                                               | Denver                                                                 | Messico                                                                | 0 – 4                                                                  | Uruguay                                                                | Amichevole                                                             | -                                                                      |                                                                        |
| 8-6-2024                                                               | College Station                                                        | Messico                                                                | 2 – 3                                                                  | Brasile                                                                | Amichevole                                                             | -                                                                      |                                                                        |
| 22-6-2024                                                              | Houston                                                                | Messico                                                                | 1 – 0                                                                  | Giamaica                                                               | Coppa America 2024 - 1º turno                                          | 1                                                                      |                                                                        |
| 26-6-2024                                                              | Inglewood                                                              | Venezuela                                                              | 1 – 0                                                                  | Messico                                                                | Coppa America 2024 - 1º turno                                          | -                                                                      |                                                                        |
| 30-6-2024                                                              | Glendale                                                               | Messico                                                                | 0 – 0                                                                  | Ecuador                                                                | Coppa America 2024 - 1º turno                                          | -                                                                      | 90’                                                                    |
| Totale                                                                 |                                                                        | Presenze                                                               | 27                                                                     |                                                                        | Reti                                                                   | 2                                                                      |                                                                        |

## Palmarès

### Club
- Coppa del Belgio: 1

Genk: 2020-2021

### Nazionale
- Gold Cup: 1

2023